# X (chanson de Nicky Jam et J Balvin)
Singles par Nicky Jam
Bella y Sensual
(2017) Just Gettin' Started
(2018)
Singles par J Balvin
Ahora
(2017) Dime
(2018)
X est une chanson du chanteur américain Nicky Jam et du chanteur colombien J Balvin, sortie en 2018, elle a été écrite par Juan Diego Medina, Giordano Ashruf et les producteurs Jeon and Afro Bros, elle a été réalisée par Sony Music Latin le 2 mars 2018.
Le 27 avril 2018, une version spanglish sort.
Le 22 juin 2018, une remix avec Ozuna et Maluma sort,.
La chanson a été classée 1re en Italie, Mexique, Espagne, Portugal et dans plusieurs pays d'Amérique Latine, a atteint le top 10 dans plusieurs pays d'Amérique Latine ainsi qu'en France, aux Pays-Bas.

## Clip musical
"X" a été enregistré à Miami, Floride et dirigé par Jessy Terrero, elle fut mise en ligne le 1er mars 2018 par Nicky Jam sur YouTube, le single montre les chanteurs Nicky Jam et J Balvin dans une salle colorée dans un avion. Cette chanson a atteint 1,8 milliard de vues sur YouTube.

## Liste des pistes
| 1. | X | 2:53 |

| 1. | X (Spanglish Version) | 2:52 |

| 1. | X (Remix) (avec Maluma et Ozuna) | 3:56 |

## Charts
| Chart (2018)                            | Position |
| --------------------------------------- | -------- |
| Argentine (Argentina Hot 100)           | 17       |
| Argentine (Monitor Latino)              | 6        |
| Autriche (Ö3 Austria Top 40)            | 33       |
| Belgique (Flandre Ultratop 50 Singles)  | 19       |
| Belgique (Wallonie Ultratop 50 Singles) | 12       |
| Bolivie (Monitor Latino)                | 1        |
| Canada (Hot 100)                        | 39       |
| Chili (Monitor Latino)                  | 2        |
| Colombie (Monitor Latino)               | 2        |
| Colombie (National Report)              | 2        |
| Costa Rica (Monitor Latino)             | 10       |
| Croatie (HRT)                           | 63       |
| République dominicaine (SODINPRO)       | 3        |
| République dominicaine (Monitor Latino) | 1        |
| Équateur (National-Report)              | 3        |
| El Salvador (Monitor Latino)            | 1        |
| France (SNEP)                           | 4        |
| Allemagne (Media Control AG)            | 13       |
| Guatemala (Monitor Latino)              | 4        |
| Honduras (Monitor Latino)               | 2        |
| Hongrie (Dance Top 40)                  | 11       |
| Hongrie (Stream Top 40)                 | 32       |
| Irlande (IRMA)                          | 67       |
| Italie (FIMI)                           | 1        |
| Mexique (Billboard)                     | 4        |
| Mexique (AMPROFON)                      | 1        |
| Pays-Bas (Nederlandse Top 40)           | 3        |
| Pays-Bas (Single Top 100)               | 5        |
| Nicaragua (Monitor Latino)              | 3        |
| Norvège (VG-lista)                      | 24       |
| Panama (Monitor Latino)                 | 2        |
| Paraguay (Monitor Latino)               | 1        |
| Pérou (Monitor Latino)                  | 1        |
| Pologne (ZPAV)                          | 30       |
| Portugal (AFP)                          | 1        |
| Roumanie (Media Forest)                 | 2        |
| Russie (Tophit)                         | 78       |
| Écosse (OCC)                            | 79       |
| Slovaquie (IFPI Rádio)                  | 37       |
| Espagne (PROMUSICAE)                    | 1        |
| Suède (Sverigetopplistan)               | 30       |
| Suisse (Schweizer Hitparade)            | 3        |
| Royaume-Uni (UK Singles Chart)          | 74       |
| Uruguay (Monitor Latino)                | 3        |
| États-Unis (Hot 100)                    | 41       |
| États-Unis (Hot Latin Songs)            | 1        |
| États-Unis (Pop Airplay)                | 39       |
| États-Unis (Rhythmic Songs)             | 39       |
| Venezuela (Monitor Latino)              | 5        |

| Chart (2018)         | position |
| -------------------- | -------- |
| Espagne (PROMUSICAE) | 15       |

| Chart (2018)        | position |
| ------------------- | -------- |
| Brésil (Pro-Música) | 1        |

| Chart (2018)                       | Position |
| ---------------------------------- | -------- |
| Argentine (Monitor Latino)         | 10       |
| Autriche (Ö3 Austria Top 40)       | 72       |
| Belgique (Ultratop Flanders)       | 83       |
| Belgique (Ultratop Wallonia)       | 53       |
| Canada (Canadian Hot 100)          | 95       |
| Allemagne (Official German Charts) | 44       |
| Israël (Galgalatz)                 | 35       |
| Italie (FIMI)                      | 8        |
| Pays-Bas (Dutch Top 40)            | 44       |
| Pays-Bas (Single Top 100)          | 24       |
| Roumanie (Airplay 100)             | 11       |
| Suisse (Schweizer Hitparade)       | 11       |
| États-Unis (Billboard Hot 100)     | 90       |
| États-Unis (Hot Latin Songs)       | 4        |

| Chart (2019)                 | Position |
| ---------------------------- | -------- |
| États-Unis (Hot Latin Songs) | 41       |

## Certifications
| Pays                      | Certification       | Ventes    |
| ------------------------- | ------------------- | --------- |
| Allemagne (BVMI)          | Or                  | 200.000   |
| Belgique (BEA)            | Or                  | 15.000    |
| Canada (Music Canada)     | Platine             | 80.000    |
| Espagne (PROMUSICAE)      | 3 × Platine         | 120.000   |
| États-Unis (RIAA)         | 35 × Platine        | 2.100.000 |
| France (SNEP)             | Diamant             | 333.333   |
| Italie (FIMI)             | 2 × Platine         | 100.000   |
| Mexique (AMPROFON)        | 4× Platinum+Diamond | 540.000   |
| Pays-Bas (NVPI)           | Platine             | 80.000    |
| Pologne (ZPAV)            | Platine             | 20.000    |
| Portugal                  | Or                  | 10.000    |
| Royaume-Uni               | Argent              | 200.000   |
| Suisse (IFPI Switzerland) | 2 × Platine         | 40.000    |